# خلط خونی
```
به 
سرفه
 یا بیرون آمدن 
خون
 یا 
خلط سینه
 خونی از ناحیه 
حنجره
، (
نایژه
، 
نای
 یا 
ریه‌ها
) گفته می‌شود. هموپتیز ممکن است بخاطر 
سرطان ریه
[
۱
]
[
۲
]
 ویا عفونت‌ها مانند 
بیماری سل
[
۳
]
٬ 
برونشیت
، 
سینه پهلو
 و یا دیگر بیماری‌ها یا پیامدهای قلبی-رگی است.
```

## تشخیص افتراقی

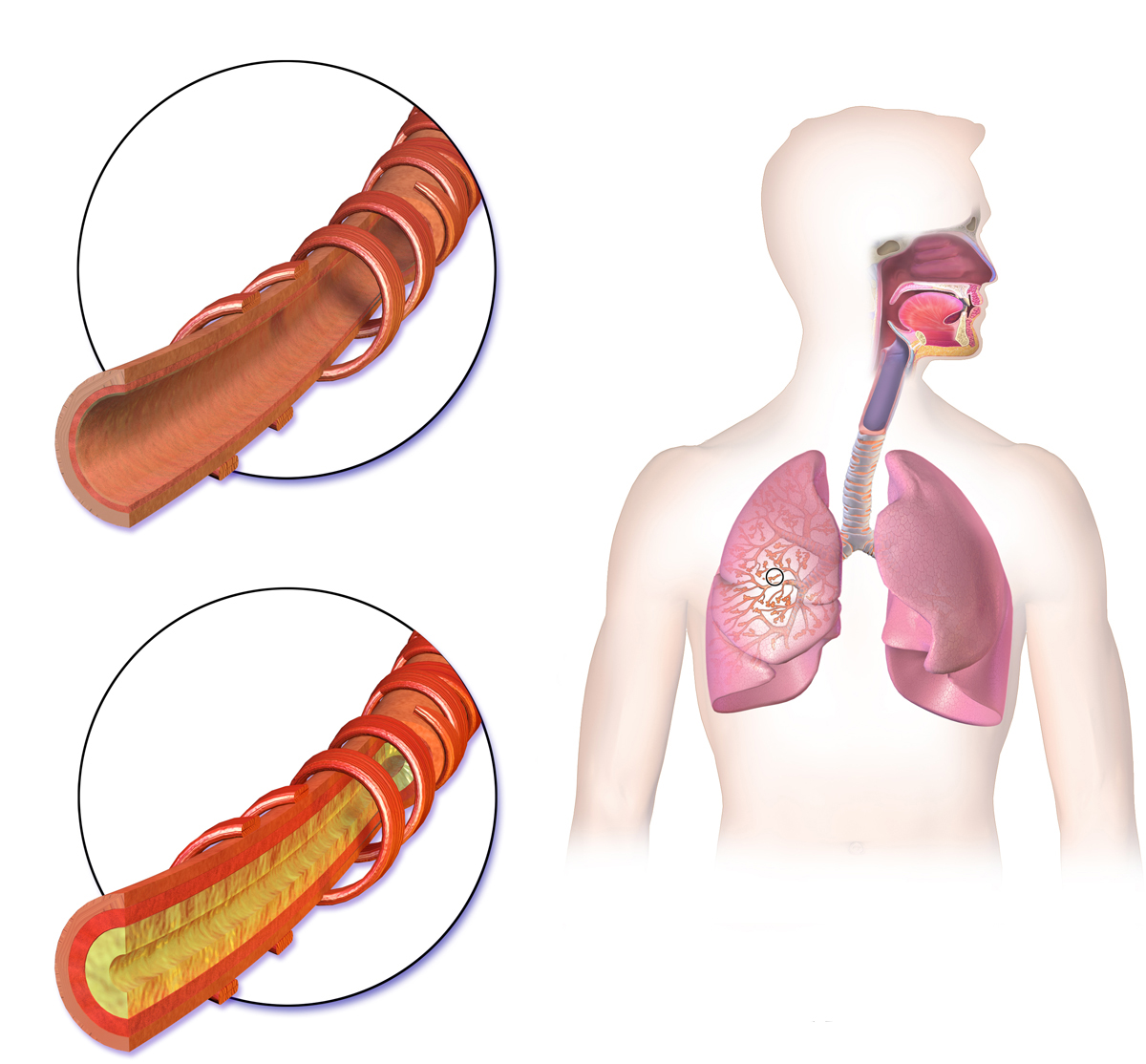

هموپتیزی سوای از بیماری‌های گفته‌شده در بالا و نیز نایژه‌فراخی, کوکسیدیومایکوزیس و آمبولی ریه٬ می‌تواند حتی علامتی از استفاده زیاد وارفارین و آنتی‌کواگوله شدن بیش‌از حد بیمار باشد.
گاهی موکوس یا مخاط (خلط) با رنگ و لعاب خون٬ می‌تواند خاستگاهی همچون سینوس‌ها و دلیلی چون سینوزیت داشته‌باشد و نیز در نارسایی قلب و تنگی دریچه میترال ممکن است سرفه همراه با خروج خون دیده شود.
رنگ و شکل خون می‌تواند در تشخیص کمک کند. خونی که از شش‌ها و دستگاه تنفس بیرون می‌آید بخاطر وجود اکسیژن دارای رنگ سرخ روشن است و همچنین کف‌آلود است. اما خون بیرون آمده در ناحیه گوارشی برنگ سرخ تیره یا رنگ قهوه است.
- سرطان ریه, شامل کارسینوم سلول‌های بزرگ و کارسینوم سلول‌های کوچک ریه.[۱][۲]
- سارکوئیدوز[۴]
- سل[۳]
- هیستوپلاسموزیس[۵]
- سینه‌پهلو
- ادم ریه
- گرانولوماتوز وگنر[۶]
- سندرم چرگ اشتراوس
- برونشیت[۷]
- نایژه‌فراخی[۷]
- آمبولی ریه[۸]
- پادبند[۸]
- تروما (پزشکی)[۸]
- آبسه ریوی[۸]
- تنگی دریچه میترال
- اختلال انعقاد خون
- گونه‌ای از بیماری بهجت
- [۹]